# Meigné

Meigné este o comună în departamentul Maine-et-Loire, Franța. În 2009 avea o populație de 347 de locuitori.